# 李橒
李橒（1571年—1642年），字长孺，號茂嶼，明朝政治人物，浙江鄞縣人。萬曆辛丑進士。

## 生平
万历二十五年（1597年）丁酉科浙江鄉試舉人，萬曆二十九年（1601年）辛丑科进士，吏部觀政，授行人司行人，三十三年行取，三十六年八月擢授河南道監察御史，本年差貴州巡按。按例轉任廣東鹽法僉事，四十年升山東右參議，四十二年升陝西提學副使，四十四年升山東參政，四十六年升本省按察使。
万历四十七年（1619年）擢升右都佥御史，巡抚贵州。當時四川永宁宣抚使奢崇明反明，攻陷重庆。天启二年（1622年）二月七日，貴州水西（辖鸭池河以西地区）彝族土同知安邦彦知奢崇明起兵反明，亦乘機叛明，史称“奢安之乱”。李枟知貴州必有戰禍，多次上疏，请求增兵益饷。當時遼東事急，朝廷对此置之不理。接著李枟被朝臣攻击，於是六次上疏乞休。朝廷決定以王三善出任贵州巡抚，命李枟在王三善未到任前继续留任。此時奢崇明已陷遵義，貴陽大震。安邦彦率十万大军进围贵阳，李橒和巡按御史史永安等堅守，“时城中兵不满三千，橒募兵四千，储米二万石，至战守具。”貴陽以西數千里，盡為安邦彦所據。至天启二年十一月，貴陽被圍逾三百日，城中糧盡，人相食，朝廷嚴命王三善进兵以解贵阳之危。至十二月七日，王三善部抵貴陽城下，其圍遂解。最初貴陽城内有男女數萬人，餓死殆盡，至解危之日，仅余二百人。李橒得以辭兵事，解官而去。
熹宗同意都御史鄒元標之建言，加升李橒為兵部右侍郎。御史蔣允儀稱土司安位襲職時，李橒曾索其金盆，以致開啟邊釁，經貴州巡按侯恂覈調查，證明無此事。但李橒未得重用，只好還鄉。崇祯元年，給事中許譽卿再以向土司安位“索取金盆”事质疑李橒，只有御史毛羽健为李橒辩护，給事中佘昌祚認為羽健有意曲庇。崇禎帝下令川貴總督朱燮元等再調查，證明無此事。崇禎九年冬，又敘守城之功，李橒得到一些賞賜。久居鄉里。

## 家族
曾祖李循义，官衡州知府。祖父李生威，官凤阳推官，父親李德先，號龍麓。

## 延伸阅读
[在维基数据编辑]
 《明史卷二百四十九》，出自《明史》